# 至元法宝勘同総録
『至元法宝勘同総録』（しげん ほうほう かんどう そうろく）とは、中国元代の慶吉祥らが勅を奉じて編纂した経録（一切経目録）である。10巻。1289年（至元26年）に世祖の命によって編纂が開始され、3年を経て完成した。「至元録」と略称される。

## 概要
仏典の流通および訳経の不備を慮った元の世祖の命によって、釈教総統の合台薩里が中心となり、葉璉（帝師であるパクパの門弟）、斎牙答思（ウイグル人）、慶吉祥、安蔵（翰林院承旨）ら28名を大都に召集し、編纂させた一切経目録である。
その特色としては、梵本の書名が知られるものには、漢字を用いてサンスクリット表記を行なっていること、『西蔵大蔵経目録』との対校を行い、その有無を注記したこと、諸経論を顕教・密教の二部に分類したことが、あげられる。その背後には、チベット仏教の影響が顕著に見られる。
至元録は、現在に至るまで、中国で編纂された最後の一切経目録となっている。

## 構成
- 訳経総数 - 後漢以来の総数
- 経名目 - 『開元釈教録』以来の経典目
- 経目の種類、巻帙数 - 『貞元新定釈教目録』以下のもの
- 所収経典の分類、解題

## テキスト
- 『大正新脩大蔵経』別巻「昭和法宝総目録」巻2